# Wildline

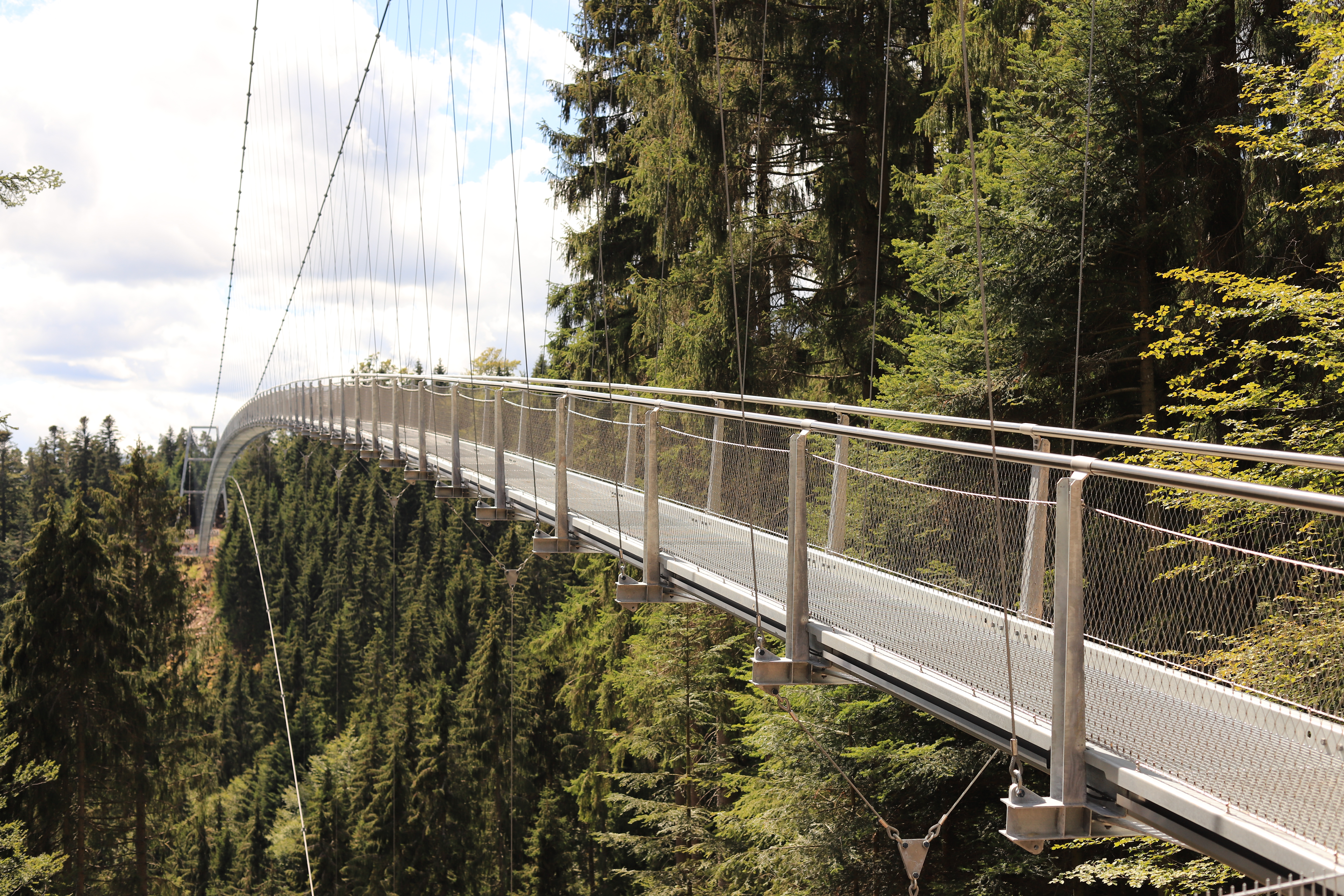
Fußgängerhängebrücke Wildline, 2018

Die Wildline ist eine Fußgängerhängebrücke in Bad Wildbad im Nordschwarzwald. Sie überquert die Bärenklinge, ein kleines Seitental vom Sommerberg hin ans südliche Ende Bad Wildbads. Sie erstreckt sich mit einer Spannweite von 380 Metern und einer maximalen Höhe von 60 Metern über dem Grund vom Nord- zum Südportal. Die Brücke dient zur touristischen Erschließung des Freizeitgebietes Sommerberg Bad Wildbad, insbesondere des Wanderwegenetzes, ist aber auch als eigenständige Attraktion zu werten.

## Konstruktion
Die Wildline hat eine Gehwegbreite von 1,20 Metern. Dieser für Fußgänger begehbare Weg besteht aus einer Gitterrostkonstruktion, die auf Querstreben aufliegt, welche wiederum an beiden Seiten an senkrechten Hängern befestigt sind, die direkt mit den Haupttrageseilen verbunden sind. Zur Sicherung der Besucher sind beidseitig Handläufe und Maschendrahtgitter montiert. Besonderheit an der Konstruktion der Brücke ist, dass diese nach oben gewölbt ist und damit entgegen der klassischen Hängebrückenform konstruiert wurde. Die Haupttrageseile sind an zwei an den Eingängen aufgestellten Pylonen mit einer Höhe von jeweils 23 Metern verankert. Die maximale Steigung zur Brückenmitte beträgt zehn Prozent.
Das Gesamtgewicht der Brücke beträgt 141 Tonnen, davon fallen 43 Tonnen allein auf den Laufsteg. Die beiden Brückenpylonen wiegen zusammen 82 Tonnen. Die maximale Tragkraft der Brücke beträgt 600 Personen, aus Komfortgründen werden allerdings nur maximal 300 Personen gleichzeitig auf die Brücke gelassen. Je Seil ist eine maximale Seilbruchlast von 5.620 Kilonewton angegeben. Insgesamt fallen bei der Konstruktion 11.000 Meter an Schweißnähten an.

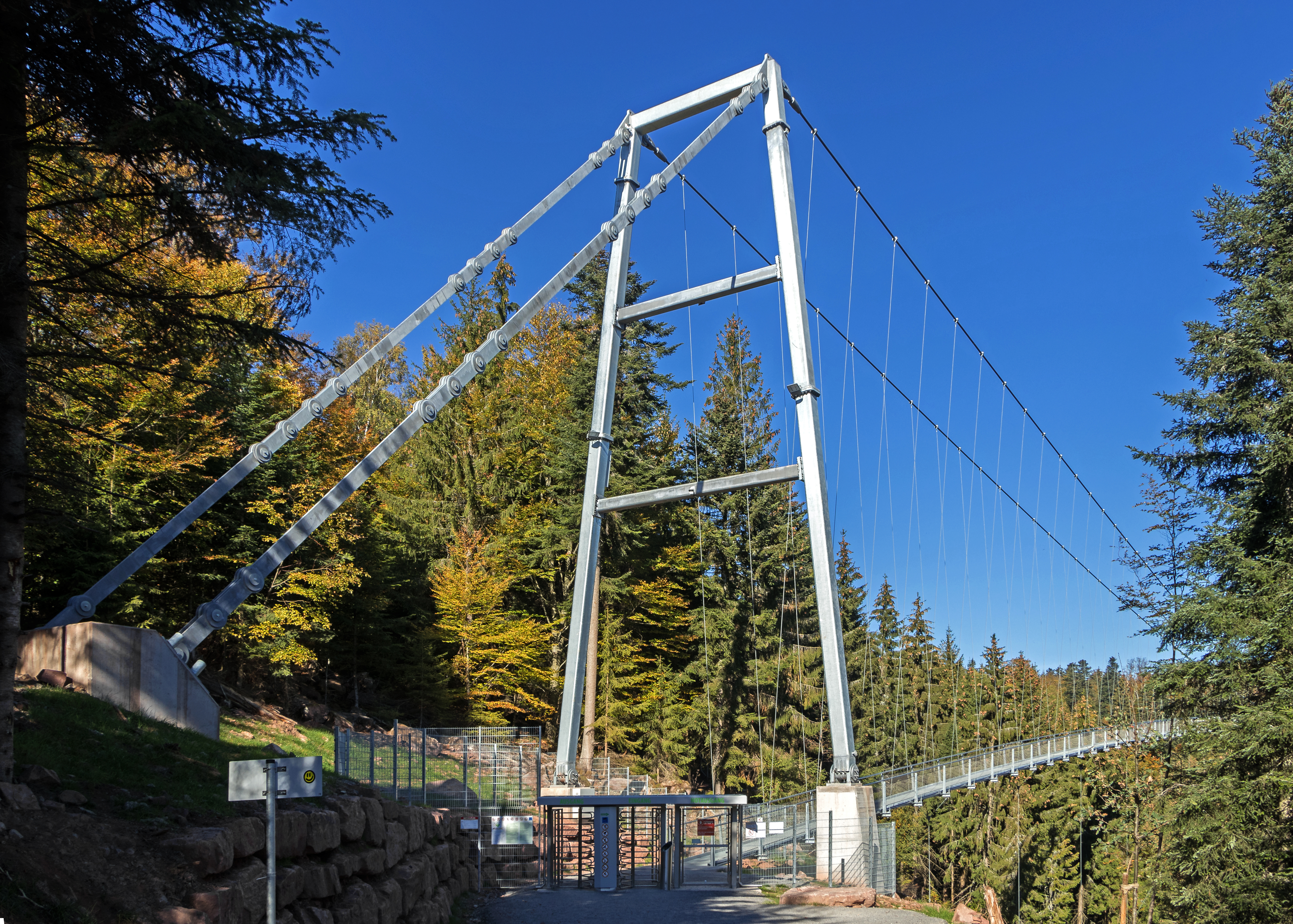
Wildline

Die Brücke ist barrierearm gebaut, sodass sie auch von Gehbehinderten mit Rollstuhl bzw. von Personen mit einem Kinderwagen passiert werden kann.

## Geschichte
Die Bauphase der Brücke mit angegliedertem Besucherzentrum betrug nur rund ein halbes Jahr und begann im Winter 2017/2018. Die Wildline wurde offiziell im Juli 2018 eröffnet. Bauträger war die Eberhardt Bewehrungsbau GmbH aus dem oberschwäbischen Hohentengen, die auch die Muttergesellschaft des jetzigen Betreibers, der Wildline Bad Wildbad GmbH & Co. KG ist. Der Bauträger ist auch Investor in Rottweil und der Hängebrücke am Todtnauer Wasserfall.

## Beteiligte Unternehmen
- Betreiber: Wildline Bad Wildbad GmbH & Co. KG
- Bauträger: Eberhardt Bewehrungsbau GmbH, Hohentengen
- Konstruktion und Statik: Ingenieurbüro Aste-Weissteiner, Innsbruck, TirolWildLine

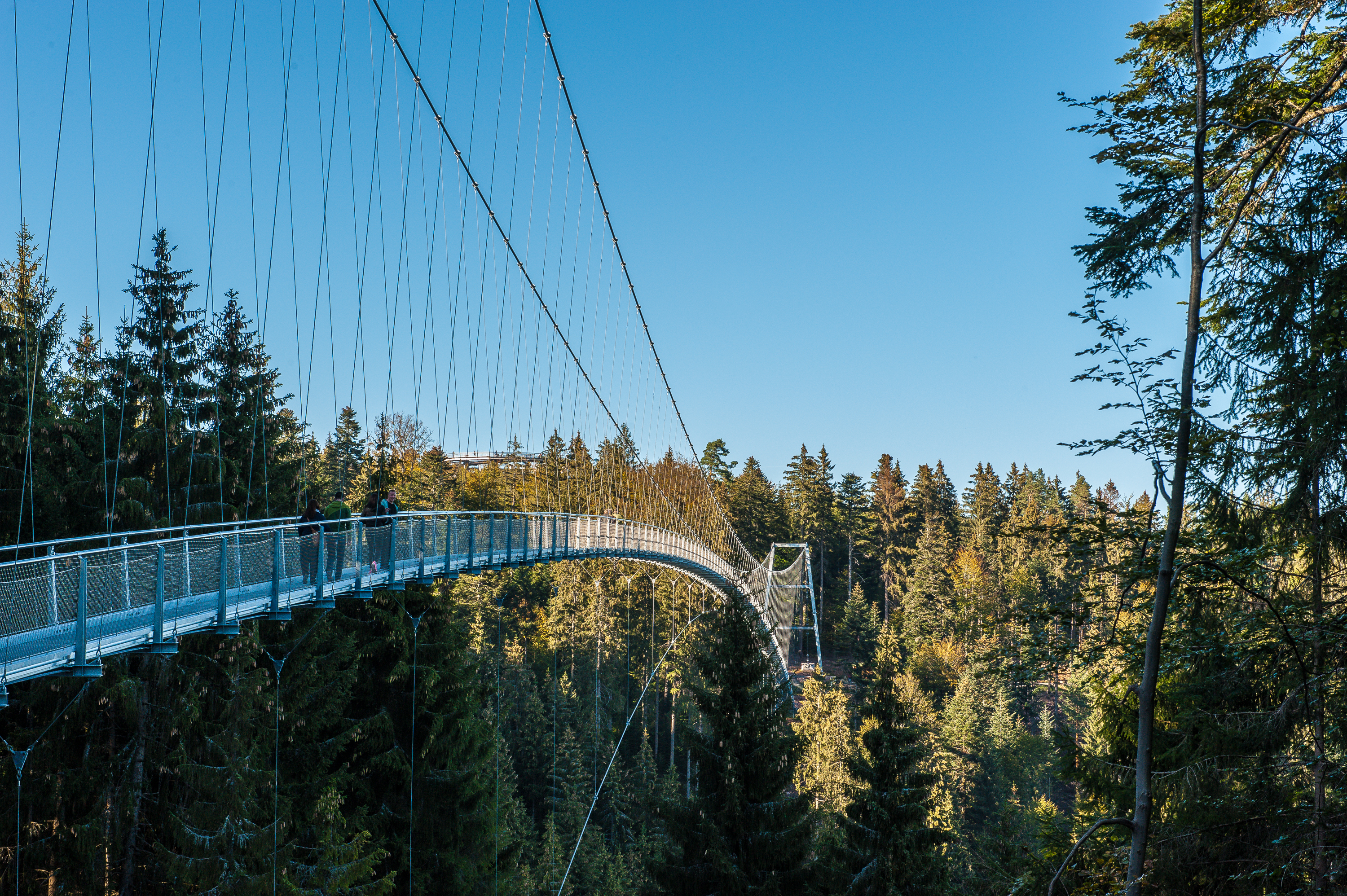
WildLine

- Geotechnik: Ingenieurbüro Bernhard Wietek, Sistrans bei Innsbruck, Tirol
- Generalunternehmer: HTB-Baugesellschaft m.b.H., Arzl im Pitztal, Tirol
- Stahlbau: Falkner Maschinenbau GmbH, Roppen, Tirol
- Seilhersteller: Fatzer AG Drahtseilwerk, Romanshorn, Schweiz

## Lage
Der Sommerberg in Bad Wildbad ist mit dem Baumwipfelpfad Schwarzwald und der Sommerbergbahn das Freizeitgebiet Bad Wildbads.

## Öffnungszeiten
Die Wildline ist ganzjährig tagsüber geöffnet. Lediglich an Heiligabend und Silvester sowie kurzfristig bei Unwetter ist die Brücke geschlossen.